# Torii

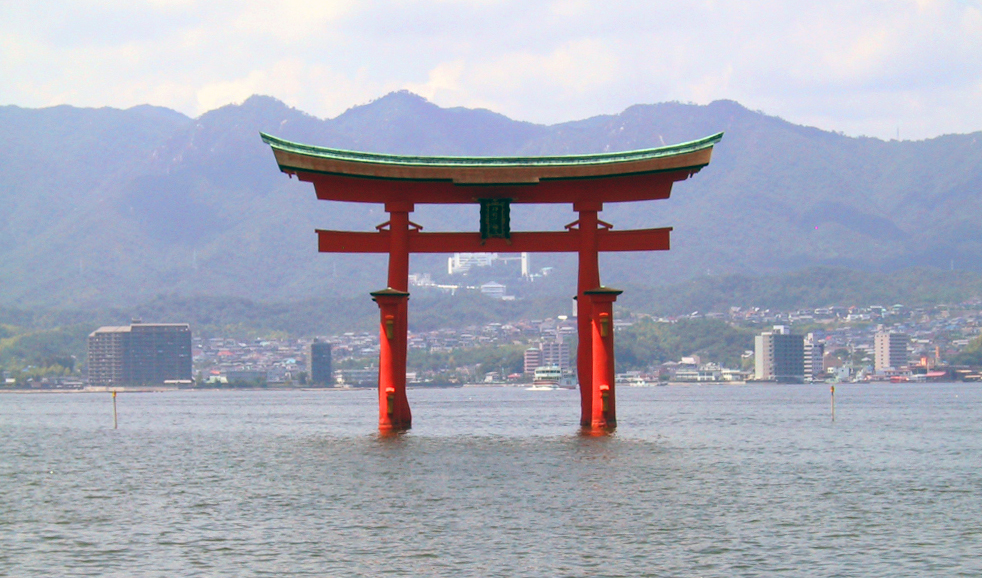
Slavná „plovoucí“ brána torii u svatyně Icukušima

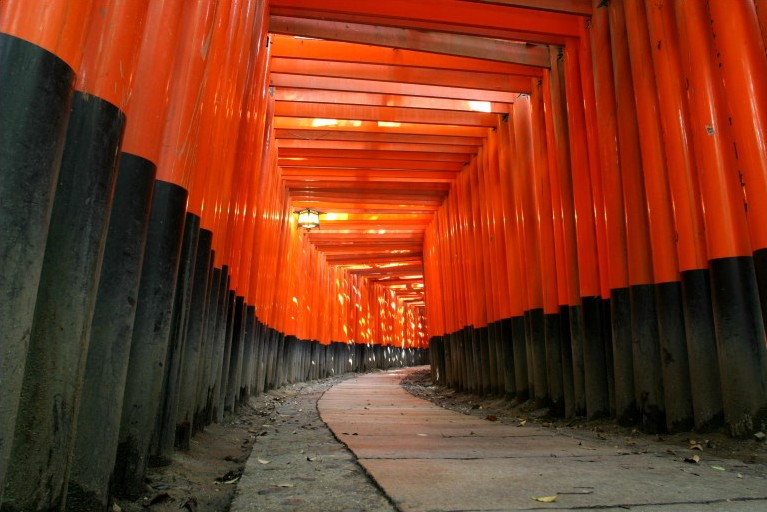
Brány torii ve svatyni Fušimi Inari v Kjótu

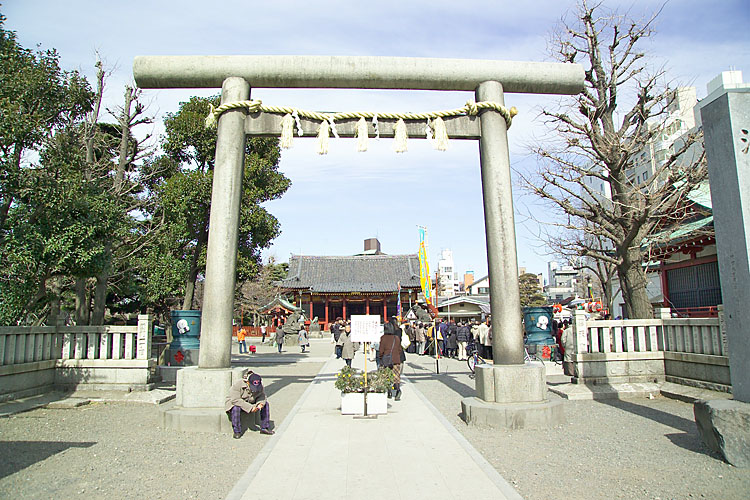
Torii u svatyně Asakusa v Taito-ku, Tokio

Torii (japonsky: 鳥居, Torí) je tradiční japonská brána, kterou můžeme nejčastěji najít u vchodu do šintoistických svatyní. Jak je naznačeno použitými kandži (鳥 tori: pták; 居 i: místo), posláním bran torii je poskytovat místo odpočinku pro ptáky, kteří jsou v šintoismu považováni za posly bohů.
Svatyně bohyně Inari mají typicky více bran torii. Lidé, ale i firmy, často vyjadřují svou vděčnost za obchodní úspěchy tak, že svatyni darují bránu torii. Svatyně Fušimi Inari v Kjótu jich má tisíce.

## Popis
Skládá se ze dvou sloupů a dvou příčných trámů. Velmi často je natřena červenou barvou. Některé brány torii mají mezi horními příčkami tabulky s nápisy. Tradičním stavebním materiálem je dřevo a kámen, ale v současnosti se začínají prosazovat i moderní materiály jako je ocel a dokonce i antikorozní ocel.
Podobné stavby můžeme najít v Thajsku. Rovněž torana v hindské a buddhistické architektuře (Indie, Nepál) vykazuje určité podobnosti s torii.

## Legenda
Původ bran torii osvětluje stará japonská legenda, podle které bohyni slunce Amaterasu otrávilo chování jejího bratra do takové míry, že se schovala do jeskyně, zavalila vchod velkým kamenem a tím způsobila zatmění Slunce. Lidé se báli, že pokud se slunce nevrátí, zcela jistě zahynou. Proto na radu moudrého starce postavili velký dřevěný ptačí hřad a posadili na něj všechny kohouty ve městě. Kohouti začali kokrhat a bohyně slunce ze zvědavosti vykoukla ven z jeskyně. Ke kameni, který musela o kousek odsunout, přiběhl z města velký zápasník sumó, zcela ho odtlačil a pustil slunce ven, čímž zachránil svět. Právě tohle ptačí bidlo se stalo první bránou torii. Od té doby se torii staly symbolem prosperity a štěstí a rozšířily se po celém Japonsku.